# Neuvy-sur-Barangeon
Neuvy-sur-Barangeon é uma comuna francesa na região administrativa do Centro, no departamento Cher. Estende-se por uma área de 67,83 km². Em 2010 a comuna tinha 1 144 habitantes (densidade: 16,9 hab./km²).